# Adelheid Picha

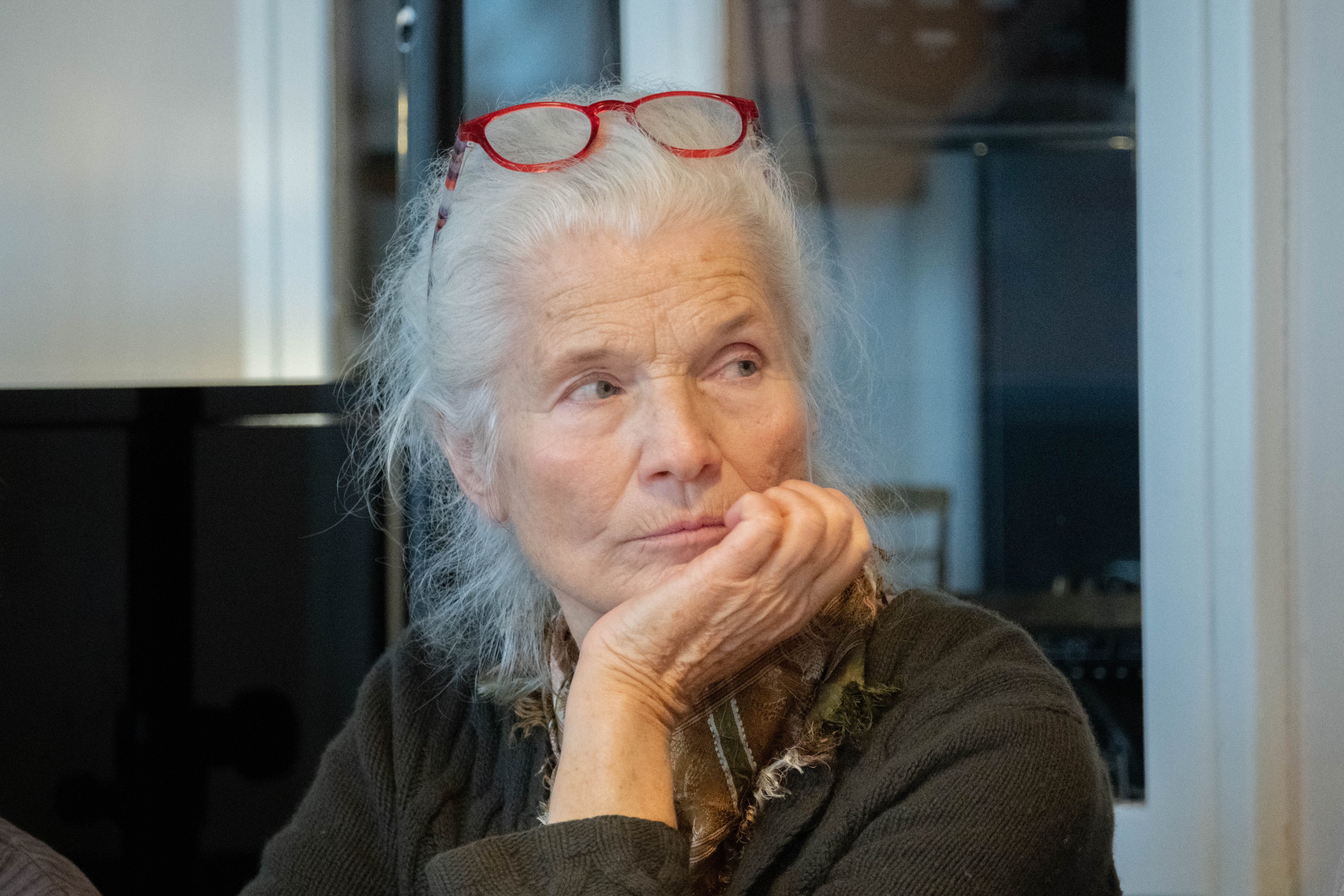
Adelheid Picha (2024)

Adelheid Picha, auch Heide Picha und Heidi Picha, (* 1949 in Wien) ist eine österreichische Schauspielerin.

## Leben
Adelheid Picha studierte zunächst an der Musikhochschule Wien, ihre Schauspielausbildung erhielt sie von 1970 bis 1973 am Wiener Max Reinhardt Seminar.

### Theater
1971 hatte sie unter Gustav Manker ihr erstes Engagement am Volkstheater in Wien, wo sie in der Saison 1973/74 mit dem Karl-Skraup-Preis in der Kategorie Bester Nachwuchs/Nebenrolle ausgezeichnet wurde. Bei den Sommerspielen Perchtoldsdorf war sie während der Intendanz von Jürgen Kaizik 1976 im Petersdorfer Jedermann von Karl Leopold Schubert, 1977 in Brechts Mutter Courage und ihre Kinder sowie 1978 in Schillers Die Räuber zu erleben.
Von 1981 bis 2008 war sie Ensemblemitglied am Theater in der Josefstadt. An der Josefstadt bzw. den Kammerspielen der Josefstadt stand sie unter anderem in der Saison 1980/81 als süßes Mädel in Schnitzlers Reigen unter der Regie von Otto Schenk, 1981/82 als Dorothea in Goethes Hermann und Dorothea, in der Komödie Cristinas Heimreise von Hugo von Hofmannsthal in der Titelrolle (1982/83) sowie in der Titelrolle von Die heilige Johanna von George Bernard Shaw (1985/86) auf der Bühne. Weitere Auftritte hatte sie beispielsweise 2004/05 in der Komödie Moral von Ludwig Thoma unter der Regie von Felix Dvorak und an der Seite von Harald Serafin als Fritz Beermann als dessen Frau Lina sowie 2007/08 als Frau Leimgruber in Der jüngste Tag von Ödön von Horváth.

### Film und Fernsehen
1977 hatte sie in Das Schlangenei von Ingmar Bergman einen Filmauftritt. In der Fernsehdokumentation In mir sind viele Lieder – Paula von Preradovic von Regisseur Jürgen Kaizik spielte sie 1982 die Rolle der Paula von Preradovic. 
Im Fernsehfilm Mein Opa ist der Beste (1995) und der Fortsetzung Mein Opa und die 13 Stühle (1997) mit Otto Schenk verkörperte sie unter der Regie von Helmuth Lohner die Rolle der Haushälterin Getrud. Im Weihnachtsfilm Single Bells von Xaver Schwarzenberger mit Gregor Bloéb als Jonas Meixner spielte sie dessen Sprechstundenhilfe. 1996 war sie in der Fernsehserie Die Nachbarn mit Otto Schenk und Erwin Steinhauer als Anna Hausmann zu sehen. 
Im 2023 erstmals ausgestrahlten Fernsehfilm Letzter Saibling aus der Reihe Der Altaussee-Krimi spielte sie die Rolle der Tante Kathl.

### Sonstiges
1987 gründete sie gemeinsam mit Romuald Pekny und dessen Frau Eva Petrus-Pekny den Ausseer Kultursommer (AKU) in Bad Aussee. Picha ist Obfrau des Kulturvereines Die Arche am Grundlsee.

## Filmografie (Auswahl)
- 1972: Das Gewürzkrämerkleeblatt oder Die unschuldigen Schuldigen (Fernsehfilm)
- 1977: Das Schlangenei (The Serpent’s Egg)
- 1978: Essig und Öl (Fernsehfilm)
- 1982: Hermann und Dorothea (Theateraufzeichnung)
- 1982: In mir sind viele Lieder – Paula von Preradovic (Fernsehdokumentation)
- 1984: Winterlegende (Fernsehfilm)
- 1989: Lauf doch nicht immer weg! (Theateraufzeichnung)
- 1992: Leas Hochzeit (Theateraufzeichnung)
- 1995: Mein Opa ist der Beste (Fernsehfilm)
- 1996: Die Nachbarn (Fernsehserie)
- 1997: Single Bells (Fernsehfilm)
- 1997: Mein Opa und die 13 Stühle (Fernsehfilm)
- 2005: Moral (Theateraufzeichnung)
- 2023: Der Altaussee-Krimi: Letzter Saibling (Fernsehreihe)
- 2024: Der Altaussee-Krimi: Letzter Jodler (Fernsehreihe)

## Hörspiele (Auswahl)
- 1979: Lope de Vega: Der Ritter vom Mirakel (Isabella, Patricios Frau) – Regie: Peter Weihs (Hörspielbearbeitung – ORF Wien)
- 1981: Richard Hughes: Gefahr (Mary) – Regie Johannes Twaroch (Original-Hörspiel – ORF Niederösterreich)
- 1982: Tennessee Williams: Der steinerne Engel (Alma Winemiller) – Regie: Jürgen Kaizik (Hörspielbearbeitung – ORF Niederösterreich)
- 1982: Herbert Pirker: Salzburg, kurzer Aufenthalt (Barbara) – Regie: Johannes Twaroch (Hörspiel – ORF Niederösterreich)
- 1985: Franz Werfel: Die Entfremdung – Bearbeitung und Regie: Ferry Bauer (Hörspielbearbeitung – ORF Vorarlberg)
- 1989: Margrit Irgang: Schnee (Felicitas Mahler) – Bearbeitung und Regie: Konrad Holzer (Hörspielbearbeitung – ORF Wien)

Quelle: Ö1-Hörspieldatenbank

## Auszeichnungen
- 1973/74: Karl-Skraup-Preis in der Kategorie Bester Nachwuchs/Nebenrolle[3]
- 1976: Goldener Rathausmann